# ブレイ
ブレイ（英: Bray、アイルランド語: Bré、正式には Brí Chulainn）は、アイルランドのウィックロー県の北部にある町である。この町は、郊外の海岸沿いにある人口密集地で、人口は31,901人あり、5大都市を除けばアイルランドで4番目に大きな町となる。この町は、ダブリンの南、20km（12マイル）にある東海岸沿いの町である。
町にはいくつかの工場があり、車や鉄道（DART）によりダブリンへ通う人々が暮らしている。また、周辺の地域にとって商業施設がある町でもあり、週末にはダブリンから観光客がやってくる町でもある。町は、ダブリン県とウィックロー県の境界にあり、町の北側の一部はダブリン県に属している。ブレイはアイルランド唯一の映画撮影所であるアードモアスタジオ（Ardmore Studios）が存在する。

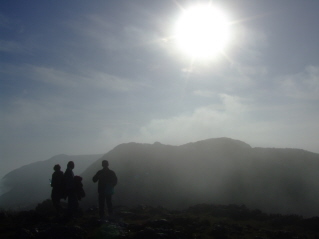
ブレイ丘陵の頂上

## 町の紋章
伝統的な町の紋章は慣習的なものが多いが、ブレイの紋章は地形的な特徴と地方の歴史を表現する形で考案されたものである。盾型の紋章において、その盾を上下2つに分けている帯の部分は、ドラグル川（Dargle River）にかかる橋を表している。この川はブレイとリトルブレイを分けている川である。左上に描かれたベルはブレイ丘陵にあるラヒーナクルーク（Raheenacluig）の教会の跡地を表している。右上に描かれたライオンはオ・トゥール一族（O'Toole Clan）の紋章を表しており、彼らはウィックローの歴史で重要な位置を占めている。真ん中に描かれたイワツバメ（もしくはツバメ）はブラバゾン家（ミーズ伯爵）を表しており、彼らは、ブレイのキルダリー（Kilruddery）において巨大な領地と邸宅を保有している。下側に描かれた人魚はブレイの海への密接な関係と、クロムウェル戦争に関与したアイルランドの家系であるオ・ビルネ族（O'Byrne Clan）との両方を表している。紋章の下に書かれた銘である「Féile agus Fáilte」は「もてなしと歓迎」の意味である。

## 歴史
中世に、ブレイは沿岸地区の国境に存在していた。この地域は「Pale」と知られているダブリン城から、イギリスの王家により直接支配されていた。内陸の地方はゲールの族長の支配を受けており、これらはオ・トゥールー族、オー・ビルネ族等がいた。1649年の8月か9月に、オリバークロムウェルがダブリンからウェックスフォードに向かう途中にブレイに滞在したと信じられている。
17世紀と18世紀において、ブレイは小さな漁港の村であったが、18世紀終わりに、ダブリンの中流階級の人間が都市生活から逃れるために、比較的に都市に近いブレイへ移住した。この時代における建築構造の例としては、エニスケリー近くのパワーズコートハウス(Powerscourt house)等に見ることができる。
ダブリン＆キングスタウン鉄道は、1834年にアイルランドで初めて開通した鉄道であり、1855年にブレイまで延長された。鉄道により、町はアイルランドでもっとも大きい海岸沿いのリゾート地へと成長した。第二次世界大戦のはっせいにより、観光産業は「保留」の状態となった。しかし、1950年代にイングランド、スコットランド、北アイルランドからの旅行者が厳しい配給から逃れるため多数ブレイに戻ってきた。1960年代には、外国特にスペインへの旅行が人々の選択肢として上がってくると、町のへの観光客は減少し始めた。しかし、現在町は、ダブリンからの観光客が多く、彼らは、海岸や「娯楽施設」やアイスクリーム、ファーストフードで楽しんでいる。

## 地形

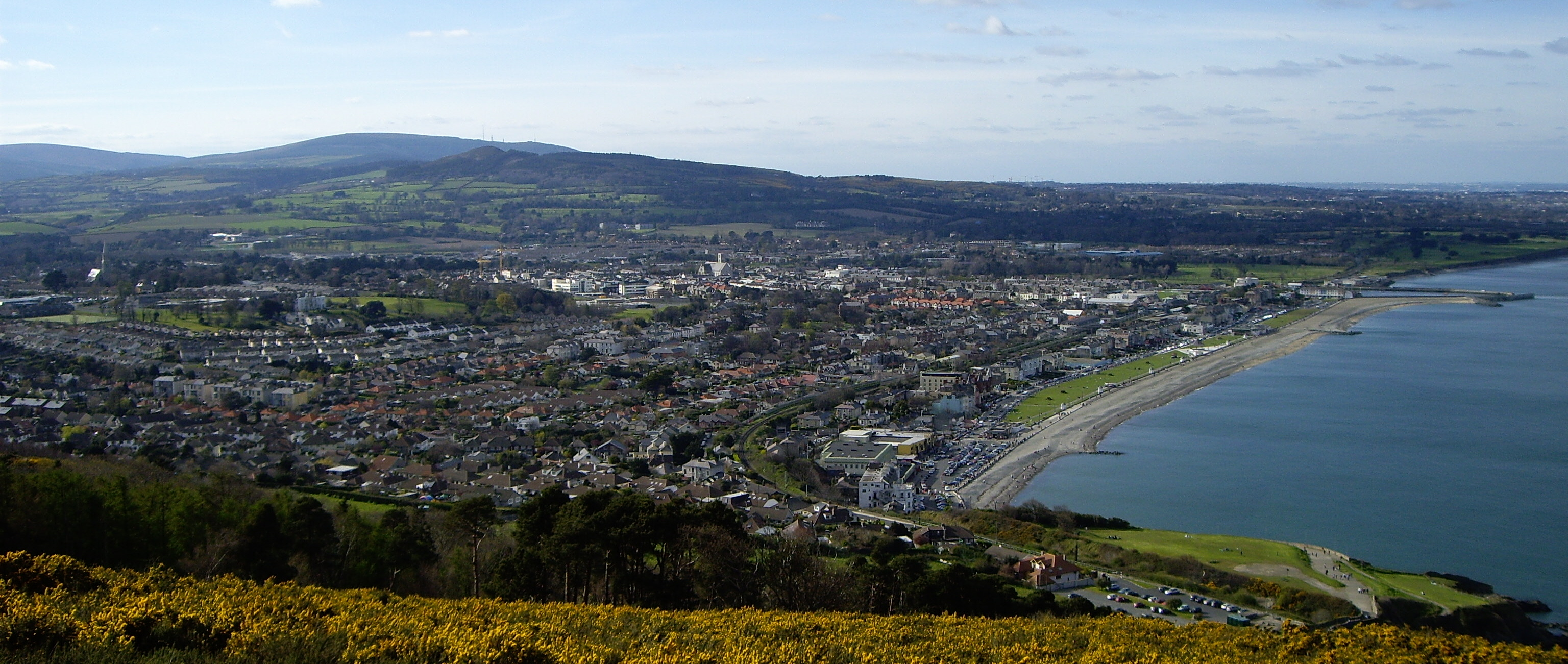
ブレイ丘陵から見た町の様子

2006年の調査では、ブレイは31,901人のアイルランドで9番目の人口を持つ町である。ドラグル川はウィックロー山地の近くのキッピュア山（Kippure Mountain）を水源とし、ここで海に注いでいる。
ブレイ丘陵は遊歩道の南の終端に位置し、その道は頂上に通じている。ブレイ丘陵にある岩石は硬砂岩と石英斑岩の混成物である。沿岸を走る鉄道はブレイの南からブレイ丘陵の海沿いの斜面に沿って走っている。
ブレイ丘陵の頂上には大きなコンクリート製の十字架が存在し、遊歩道から見ることができる。遊歩道は、地元の住民や観光客が散策する際に使用される。
町はアイルランドの海岸線沿いにあり、ダブリン県のシャンキルが北に、ウィックロー県のグレイストーンズが南にある。西には絵に描いた村の様なエニスケリーがウィックロー山脈のふもとに存在する。

## 政治
ブレイには町議会が存在している。しかし、2001年の地方政治法の施行前には、ここは地方区であった。ブレイの北部分は残りの町の部分と切れ目無くつながっているにもかかわらず、ダン・レアリ郡(Dún Laoghaire-Rathdown)にある。その境界は正式には旧コナ/コーク(Conna/Corke)自治区に沿って存在し、ウィックロー県とダブリン県の境界でもある。そのためブレイの北側の部分全ては「ダブリン県ブレイ」となる。
ブレイとダンダルクは、その町の規模から12人の議員を持っている。ダンダルク、スライゴとドラハダの様にブレイは区(ward)のシステムを使用している。
また、南ブレイの南十字製通り(Southern Cross Road)の周辺は、ブレイの町議会の管轄地域ではなく、ウィックロー県議会の管轄地域となっている。

## 公共輸送

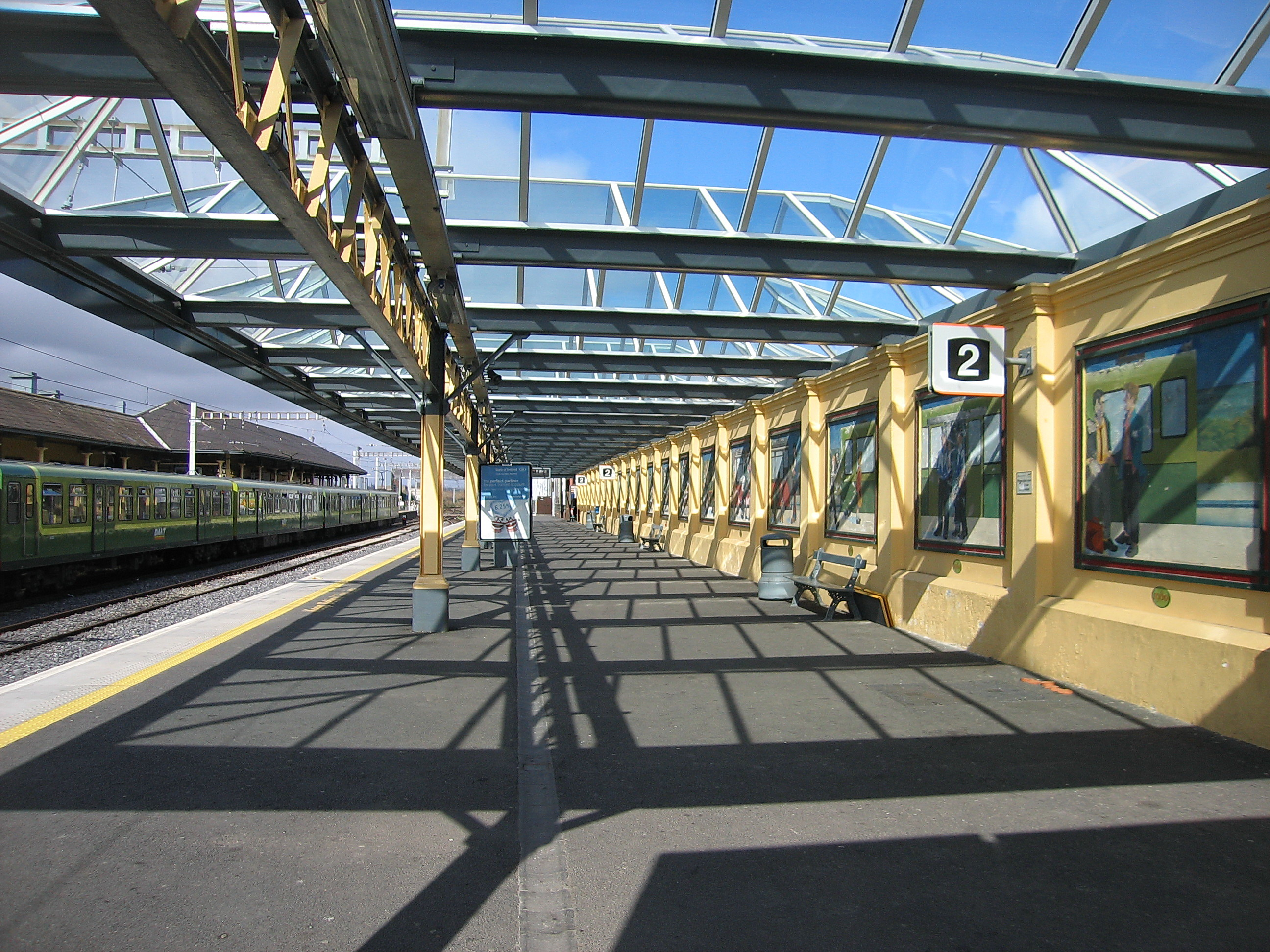
ブレイのデーリー駅

ブレイにはダブリンを含む北部とウィックロー県とウェックスフォード県 を含む南部の重要な公共輸送機関が存在する。ブレイは北はマラハイドやホウスまで、南はグレイストーンズまで伸びるDARTの沿線にある。また、町はダブリンの中心にあるコナリー駅やドラハダやダンダルクまで伸びている主要路線であるアイルランド国有鉄道(Iarnród Éireann Rail Network)の駅も存在する。南へは、鉄道線は、アークロー、ゴーリー、ロスレア・ユーロポートへ伸びている。ブレイの鉄道の駅は、アイルランド革命のエドワード・デーリーから名づけられている。ブレイのデーリー駅は1854年7月10日に開業した
ブレイを通過するバス会社は4社存在する。それらは、ダブリンバス、バスエリン(バスアイルランド), フィネガンのブレイ、レンダーロッホバスである。ダブリンバスはダブリンの中心部と各地の間やブレイの大部分のエリアにおける頻度が高く大規模なサービスを提供している。ダブリンバスは、ダンレアリー、エニスケリー、グレイストーンズ、キルマカノグー(Kilmacanogue)、キルコーレ(Kilcoole)、ニュータウンマウントケネディ(Newtownmountkennedy)へのサービスも提供している。
ブレイにルアスのグリーンラインを延長する計画があるが、これが町の中心部まで伸びるか、また、町の西側にある新しい開発地域であるFasseroeまで伸びるかも不明である。旧ハーコート通り鉄道線(Harcourt Street railway line)は、ダブリンのハーコート通りからブレイまで走っており、新しいルアスはほぼそれに沿って走っている。

## 観光施設
今日、ブレイは休日のリゾートで活気があり、すばらしいホテル、ゲストハウスの宿泊設備、店舗、レストラン、夜間の娯楽施設が存在する。町では様々な祭りのイベントも楽しむこともできる。15ある18ホールのゴルフコースやテニスコート、釣り、セーリング、乗馬を周辺で楽しむこともできる。ブレイの他の特徴として、ゲームセンターのような娯楽施設がある。また、クィンズボロ通りにレジャーセンターが、また、ストランド通りには国立シーライフセンターがある。グレイは「ウィックローへの入口」として知られており、国内では海岸沿いの町で最も古い町である。ブレイには、1.6km(1マイル)以上の長さの砂浜と小石でできた安全な海岸があり、広い遊歩道に面している。そこからの景色にはブレイ丘陵が存在している。この丘陵は、海に対して急斜面(241m、790フィート)であり、山と海両方を視野に納めることができる。町の名前は、「丘、地上より登る」の意味があり、これは、おそらく、ドラグル橋からベベイ丘(Vevay Hill)まで町が少しずつ傾斜していることからとられたものだと推定される。
ブレイはあらゆる年代のハイキングを行っている人や散策を行っている歩行者にとって理想的な場所である。散策を行なう人は1マイル以上の長さの遊歩道を歩いていると多数の地元の人に会うことができる。その遊歩道は、白鳥の群れのいる海岸から、南端はブレイ丘陵まで続き、その先は頂上まで道が続いている。また、7km(4マイル)のブレイ丘陵に沿ってグレイストーンズまでの崖沿いの散策は人気があるものである。
ブレイにおける他の名所として、古い議会堂(1841年)や、ビクトリア時代の建物のある臨海地区とブレイの港(1891年)、聖ポール教会(1609年)、ブレイタウンホール(1881年、現在マクドナルド)がある。
毎年行なわれるブレイのサマーフェスタは、町が主催する観光イベントである。毎年7月から8月にかけての6週間に渡り開かれる。ブレイのサマーフェスタではライブ音楽、市場、スポーツのエンターテイメント、カーニバル、家族で楽しめる娯楽など100以上のイベントが行なわれる。
ブレイのサマーフェスタで演奏を行ったパフォーマーは、マンディ、ブライアン・ケネディ、アンダートーンズ、ホットハウス・フラワーズ、メアリー・ブラック等がいる。2006年には、6万人以上の観光客が7月中旬の週末のブレイ・サマーフェスタに参加した。
ブレイは、また、毎年聖パトリックの祝日を祝うためのカーニバルと祭りのイベントを行なっている。ブレイの聖パトリックのカーニバルとパレードはブレイと各地区により行なわれ、5日間のカーニバル、パレード、催し物がある。
ブレイでは、5月の週末に国際的なジャズフェスティバルが開催される。このイベントは2000年に開始され、アメリカの演奏者スティーヴ・コールマン、アンドリュー・ヒル、マイク・スターンや、偉大なフランスのベース奏者アンリ・テキシェや、ポーランドのトランペット奏者トーマス・スタンコなどが参加した。
2007年のイベントでは、アメリカのトランペット奏者デイヴ・ダグラスや、フランスのクラリネット奏者ルイ・スクラヴィスらが参加する。

## 有名な居住者
ブレイの歴史において、ブレイ出身もしくはブレイに在住した人物で有名人が何人か存在した。アイルランド裁判長のトーマス・ラングロワ・レフロイ(Thomas Langlois Lefroy)は、最後の3年間(1866年から1869年)をブレイのニューコートで過ごした。著者ジェームス・ジョイスは1887年から1891年までの少年時代の一部、ブレイのマーテロー塔で生活をしていた(ここは、現在、労働党のリーダーである、リズ・マクマヌスの自宅となっている)。その隣の2つのマーテロー塔は、歌手メアリー・カフラン、作曲家ロジャー・ドイルと映画監督を含む有名な居住者と著者ニール・ジョーダンのその妻であるベヴァリー・ダンジェロを含む人々が住んでいた。1980年代に、その丘陵に名前がつけられた後、ボノがマーテロー塔を保有していた。
他に、歌手のシネイド・オコナー、野生生物映画製作者であるイーモン・ド・ビュトラー(Éamonn de Buitléar)や、放送キャスターブライアン・ファレル、作曲家兼歌手のフィル・クールター、オペラの主役コルム・ウィルキンソン、作家デイビッド・ホイートリー、コメディアンのダラ・オブライアンはブレイ出身である。RTÉ Newsのジャーナリストのチャーリー・バード、喜劇役者のデイブ・アレンもブレイに住んでいた。
最近のブレイ出身の有名な人物としては、ミドルセックスとイングランド・クリケットのスターであるエド・ジョイスがいる。また、フォークシンガーのフィオン・リーガンもいる。

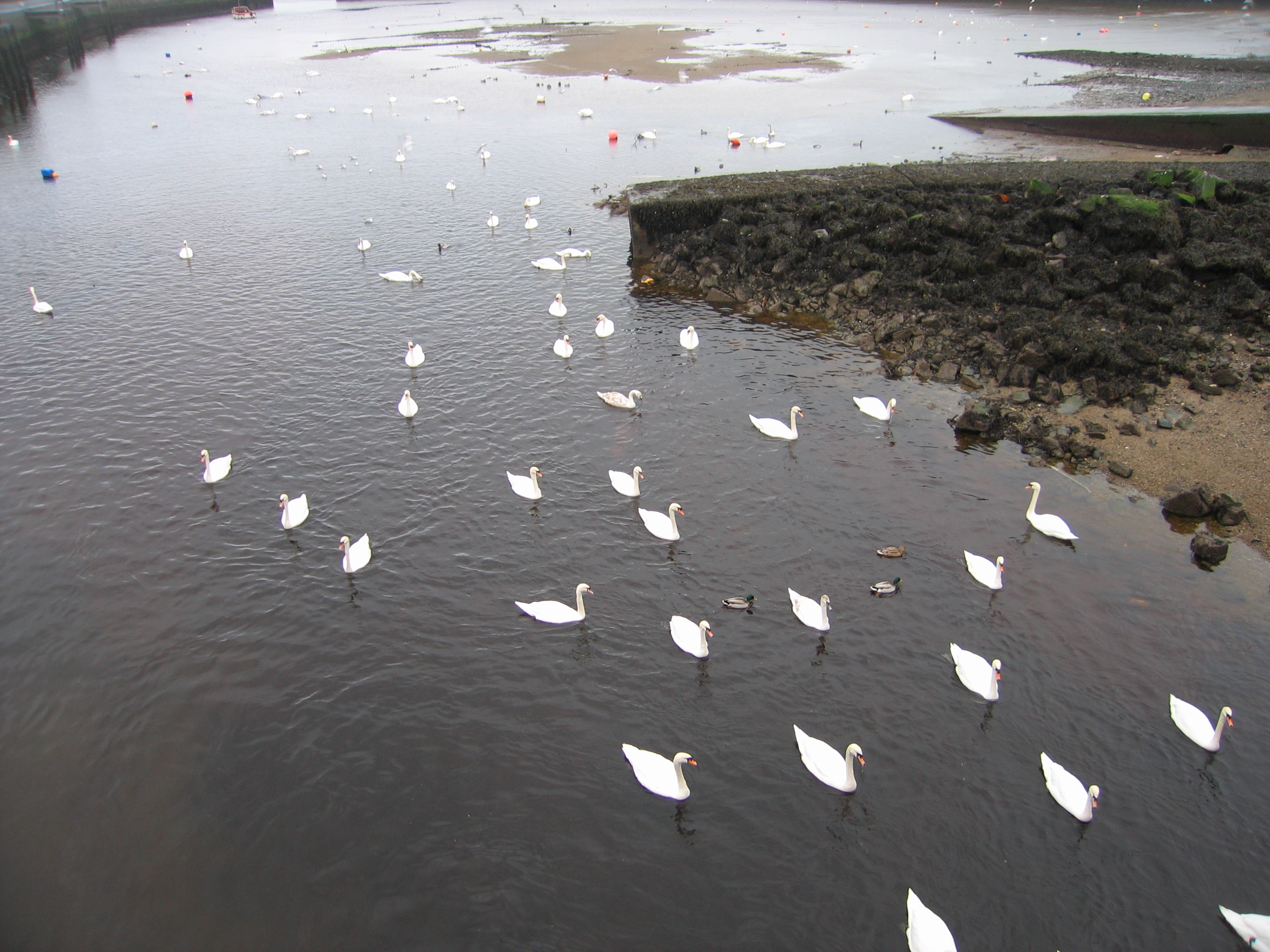
ドラグル川が流入する港の白鳥

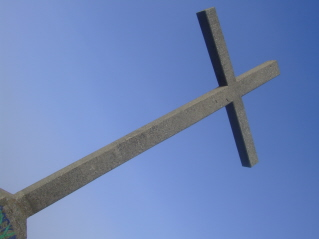
ブレイヘッドクロス

## 教育

### ブレイの小学校(Primary School)
- Scoil Chualann
- St Andrew's National School
- St Fergal's Junior National School
- St Fergal's Senior National School
- Bray School Project National School
- St Cronan's National Boys School
- St Patrick's Loreto National School
- St Lee's National School
- Gaelscoil Uí Cheadaigh
- St.Peters BNS
- St Philomena's National School, Ravenswell

### ブレイの中学校(Post Primary School)
- Presentation College
- St Kilian's Community School
- St Thomas' Community School
- St Brendan's College
- Loreto Convent
- St Gerards School
- Coláiste Ráithín
- Language College Ireland

## スポーツ
- Bray Wanderers AFC
- County Wicklow Lawn Tennis Club
- Wolfe Tone Youth Club
- Bray Emmets Gaelic Football Club
- Ardmore Rovers
- St.Fergals AFC

## 姉妹都市
- ベグル、フランス
- ヴュルツブルク、ドイツ
- ダブリン (カリフォルニア州)、アメリカ合衆国